# Ông bà
Ông bà là cha mẹ của cha mẹ một người. Nếu là cha mẹ của mẹ thì gọi là ông bà ngoại; nếu là cha mẹ của cha thì gọi là ông bà nội. Mỗi sinh vật được sinh sản hữu tính (trừ trường hợp thể hợp khảm - chimera) đều có tối đa là hai ông và hai bà theo di truyền. Ngoài ông bà ruột thì còn có ông bà kế. Một ông kế hoặc bà kế có thể là cha ruột hoặc mẹ ruột của cha dượng hoặc mẹ kế của một người, hoặc có thể là cha dượng hoặc mẹ kế của cha dượng hoặc mẹ kế của một người, hoặc là cha dượng hoặc mẹ kế của cha ruột hoặc mẹ ruột của một người.
Trong một gia đình nề nếp, ông bà là tấm gương cho cháu noi theo (Bùi 2012). 
Ông bà có thể giữ vai trò quan trọng trong việc định hướng tương lai của cháu mình thông qua quan sát và giao tiếp của cháu đối với ông bà. Trong trường hợp những người làm cha làm mẹ không muốn hoặc không có khả năng chăm lo đầy đủ cho con cái thì ông bà thường là người đảm nhận trách nhiệm này. Tất nhiên cũng có các ngoại lệ, tuy nhiên trong văn hóa truyền thống thì ông bà thường có vai trò rõ ràng và trực tiếp trong hoạt động chăm sóc và nuôi nấng trẻ em.

## Ảnh hưởng của ông bà lên cháu
Theo Wise (2007), có nhiều bằng chứng cho thấy ông bà là tác nhân có sức ảnh hưởng rất mạnh mẽ lên cuộc sống của người cháu. Theo Roberto & Stroes (1992), sức ảnh hưởng của ông bà thể hiện mạnh nhất ở lĩnh vực quan niệm gia đình, niềm tin đạo đức và đạo đức trong công việc (work ethic). Ngược lại, nghiên cứu của Roberto & Skoglund (1996) cho thấy ông bà là tác nhân ảnh hưởng nhiều nhất lên niềm tin tôn giáo, giá trị giới tính, quan niệm gia đình của cháu họ, trong khi lại ảnh hưởng ít nhất lên niềm tin chính trị, đạo đức trong công việc và niềm tin đạo đức. Ngoài ra, nhiều nghiên cứu cũng xác nhận ông bà có ảnh hưởng mạnh trong hoạt động truyền đạt lịch sử gia đình.
Theo Tomlin (1998), tác động của ông bà lên cháu có thể đi theo đường trực tiếp hoặc gián tiếp. Chẳng hạn, ông bà có thể trực tiếp truyền đạt giá trị gia đình, kỹ năng cho cháu hoặc gián tiếp qua cha mẹ, sau đó cha mẹ tác động lên con. Ông bà không chỉ có thể tác động trực tiếp lên cuộc sống của đứa trẻ mà còn có thể tác động gián tiếp thông qua tác động lên cuộc sống của cha mẹ nó, chẳng hạn ủng hộ tình cảm, hỗ trợ tài chính cho họ hay giúp chăm sóc bọn trẻ, nhất là khi gia đình đứa trẻ xảy ra khủng hoảng.

### Đánh giá ảnh hưởng
Khảo sát của Đại học Oxford và Viện Giáo dục (Luân Đôn) trên 1.596 trẻ em 11-16 khắp Anh Cách Lan và Wales cho thấy mối quan hệ thân thiết giữa ông bà với cháu có tác dụng như tấm đệm cho các biến cố bất lợi trong cuộc sống của trẻ, chẳng hạn cha mẹ ly dị. Trong giai đoạn khủng hoảng gia đình đó, ông bà giúp giữ ổn định cho cháu và giúp làm tấm đệm trước khó khăn của gia đình. Tuy nhiên theo Tomlin (1998), ảnh hưởng của ông bà lên cháu không phải lúc nào cũng tốt, ví dụ như khi mà một người bà can thiệp quá sâu vào công việc nuôi dạy cháu của con bà ta.

## Phong cách làm ông bà

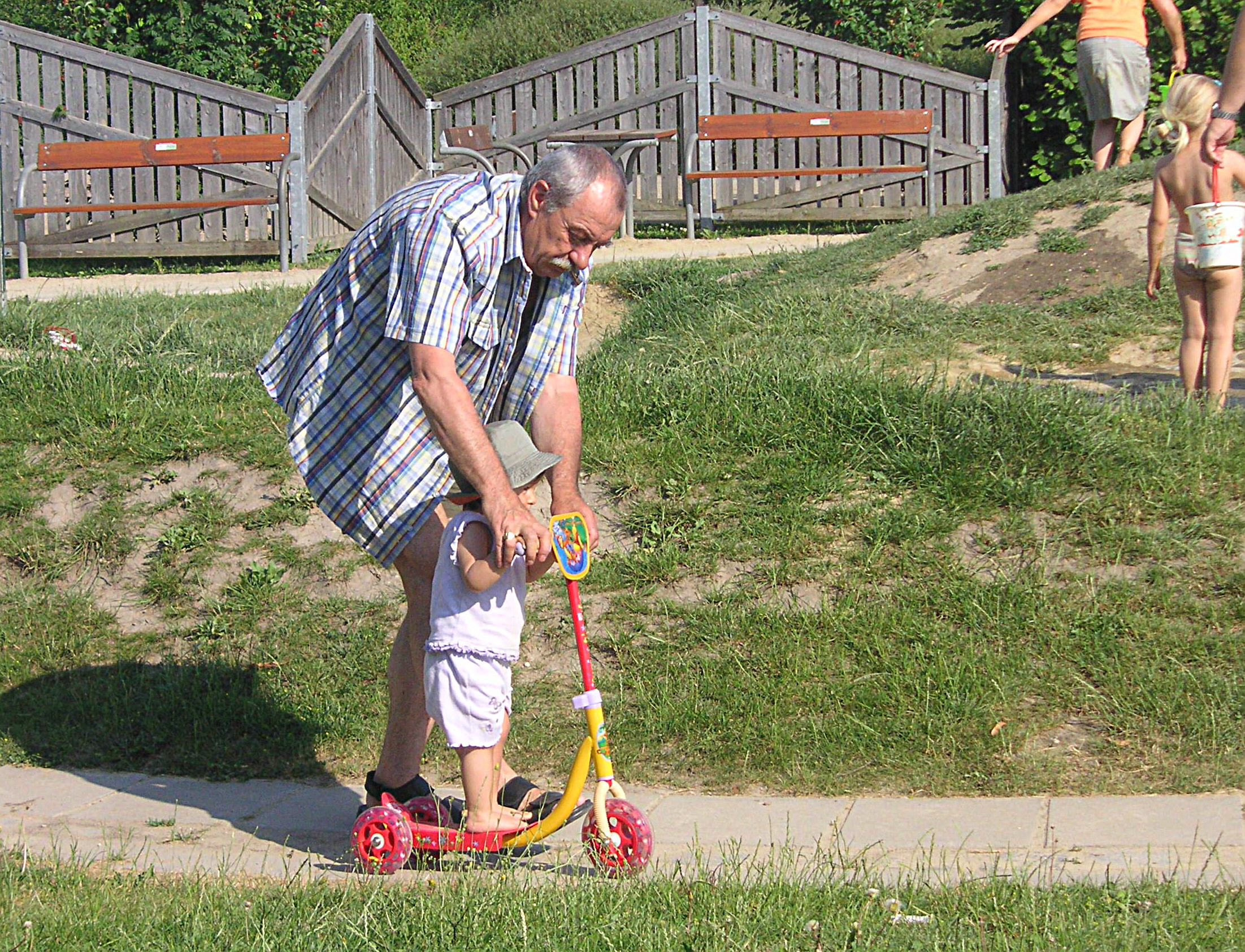
Ông và cháu cùng chơi đùa. Ảnh chụp tại Viên, Áo vào tháng 6 năm 2006.

Theo nghiên cứu trên những ông bà từ 70 gia đình trung lưu sống tại vùng đô thị Chicago, Hoa Kỳ của Neugarten & Wienstein, có năm phong cách làm ông bà:
1. Trang trọng (Formal): phân biệt rạch ròi giữa việc nuôi nấng con cái của cha mẹ và việc nuôi nấng cháu của ông bà, tôn trọng nghiêm ngặt vai trò của cha mẹ trong nuôi dạy con cái.
2. Tìm vui (Fun Seeker): cùng cháu vui chơi suồng sã, xem cháu mình là nguồn tiêu khiển, nhấn mạnh sự thỏa mãn của cả ông bà và đứa cháu.
3. Kho hiểu biết (Resevoir of Family Wisdom): người ông đóng vai trò kho tri thức, chẳng hạn về các kỹ năng đặc biệt. Cha mẹ đứa bé giữ hoặc nhấn mạnh vị trí cấp dưới của họ.
4. Đại diện (Surrogate Parent): Người bà đảm nhận trách nhiệm nuôi dưỡng cháu nếu như mẹ nó không còn thời gian ở bên cạnh nó do công việc.
5. Xa cách (Distant Figure): thỉnh thoảng mới gặp gỡ cháu nhân dịp lễ tết, cách biệt với đời sống của đứa cháu.

## Vai trò của ông bà
Vai trò của ông bà đối với cháu là hết sức đa dạng. Các tác giả đã dùng hàng loạt từ ngữ đa dạng nhằm diễn đạt vai trò của ông bà, chẳng hạn như: "người canh gác", "người phân xử", "đệm stress", "nguồn cội", "người già được quý trọng", "người thầy thông thái", "người mang theo di sản và văn hóa gia đình", "vị cứu tinh thầm lặng của trẻ nhỏ khỏi những gia đình bất ổn", "cha mẹ thay thế",...

### Phân loại
Wykle, Whitehouse & Morris (2005) phân loại ông bà như sau:
- Ông bà chăm sóc chính (primary custodial grandparent): là loại ông bà đảm trách chính nhiệm vụ nuôi dưỡng trẻ em, không nhận được hoặc nhận được ít sự hỗ trợ từ phía cha mẹ bọn trẻ trong các gia đình mà cha mẹ sa vào ma túy, tù tội hoặc ruồng bỏ con mình.

Sự gia tăng tình trạng mang thai ở tuổi thanh thiếu niên, dịch HIV/AIDS, sử dụng ma túy,...khiến nhiều trẻ em rơi vào tình cảnh thiếu sự chăm sóc của cha mẹ. Những bậc cha mẹ đơn thân (sau ly hôn hoặc vợ/chồng chết) cũng ngày một quay sang cầu viện sự giúp đỡ của cha mẹ họ. Khi này, ông bà có thể là người lãnh trách nhiệm nuôi dạy đứa cháu. Điều tra dân số của Hoa Kỳ đã hé lộ một số thông tin về vai trò của ông bà trong chăm sóc nuôi dạy cháu, chẳng hạn vào năm 1999 có 5,5 triệu trẻ em Mỹ (chiếm tỷ lệ 7,7%) là do bàn tay ông bà nuôi nấng. Năm 2010, có 7 triệu trẻ Mỹ dưới 18 tuổi sống cùng ông bà; 2,7 triệu ông bà phải đáp ứng các nhu cầu cơ bản cho một hoặc nhiều trẻ dưới 18 tuổi sống cùng họ.
- Người phụ giúp chăm sóc (additional caregiver): là loại ông bà hỗ trợ cha mẹ chăm sóc trẻ em. Thường thì họ là thành viên sống cùng nhà.
- Người giữ trẻ (babysitter): là loại ông bà chỉ thỉnh thoảng mới phụ một tay trong vấn đề chăm sóc trẻ.
- Ông bà vì sở thích (interest grandparent): là loại ông bà hiếm khi được nhờ chăm sóc đứa trẻ. Họ ở bên chúng chỉ vì sở thích.

## Âm nhạc

### Ông
- Ông cháu (Phong Nhã)

### Bà
- Cháu yêu bà (Xuân Giao)

### Ông bà
- Ông bà anh (Lê Thiện Hiếu)
- Ông bà hiền lắm (Nguyễn Văn Chung)

### Sách, tạp chí
- Neugarten, Bernice L. (1996). "The Changing American Grandparent [trích Journal of Marriage and the Family 26, no. 2 (tháng 5 năm 1964): 199-204]". Trong Dail A. Neugarten (biên tập). The Meanings of Age: Selected Papers of Bernice L. Neugarten. University of Chicago Press. ISBN 9780226573847. {{Chú thích sách}}: Đã bỏ qua tham số không rõ |đồng tác giả= (trợ giúp)
- Tomlin, Angela M. (1998). "Grandparents' Influences on Grandchildren". Trong Maximiliane Szinovácz (biên tập). Handbook on Grandparenthood. Greenwood Publishing Group. ISBN 9780313298868.
- Durflinger, Lori G. (2008). "Intergenerational Relationships: A Correlational Study of Quality and Quantity of Grandparent/grandchild Interactions to Grandparents' Perceived Happiness". ProQuest. ISBN 9780549462828. {{Chú thích tạp chí}}: Chú thích magazine cần |magazine= (trợ giúp)
- Stelle, Charlie (2010). "Grandparenting in the 21st Century: Issues of Diversity in Grandparent–Grandchild Relationships". Journal of Gerontological Social Work. Quyển 53 số 8. tr. 682–701. doi:10.1080/01634372.2010.516804. {{Chú thích tạp chí}}: Đã bỏ qua tham số không rõ |đồng tác giả= (trợ giúp)
- Wise, Ryan Macey (2007). "Grandparent-grandchild Relationships and Perceptions of Grandparent Goal Influence in Emerging Adulthood". ProQuest. ISBN 9780549232971. {{Chú thích tạp chí}}: Chú thích magazine cần |magazine= (trợ giúp)